# Prasinodermatophyta
Prasinodermatophyta (Prasinodermophyta) – gromada roślin żyjących jako morskie glony. Odrębna od dwóch głównych linii filogenetycznych roślin zielonych (Chlorophyta i Streptophyta), obejmuje część gatunków zaliczanych wcześniej do prazynofitów.
Grupa ta obejmuje nieruchliwe zielone glony o komórkach otoczonych ścianą komórkową bez łuseczek. Jej przedstawiciele reprezentują dwa typy organizacji plechy – fitoplanktonową, gdzie komórki tworzą luźne kolonie lub żyją pojedynczo, albo fitobentosową, gdzie tworzą stosunkowo dużą plechę palmelloidalną zbudowaną z komórek połączonych wspólną śluzową otoczką. Rozmnażanie następuje przez nierównomierny podział komórki. Wszyscy znani przedstawiciele żyją w morzu.   
Gatunek typowy tej grupy, Prasinoderma coloniale, opisano w 1996. Wówczas uznano, że najbliższe mu są gatunki z rodziny Pycnococcaceae i rzędu Mamiellales, o czym świadczy zestaw barwników fotosyntetycznych. Dalsze badania molekularne genomu chloroplastów potwierdziły bliskie pokrewieństwo z rodzajem Prasinococcus, z którym Prasinoderma tworzy wspólny klad (tzw. klad VI prazynofitów), i jednocześnie podważyły bliskie pokrewieństwo z rodzajem Pycnococcus. W związku z tym wyodrębniono rodzinę Prasinococcaceae i na nowo zdefiniowano rząd Prasinococcales. Ze względu na specyficzne cechy, z których pewne uważane są za bardzo stare ewolucyjnie, rząd ten połączono z siostrzaną grupą Palmophyllales w klasę Palmophyllophyceae i uważano początkowo za grupę zielenic (Chlorophyta), będącą grupą siostrzaną dla wszystkich pozostałych zielenic. Dalsze badania wskazują, że genom Prasinoderma coloniale jest prawie tak samo podobny (mniej więcej w ⅓) do dwóch linii roślin zielonych: Chlorophyta i Streptophyta. Oznacza to, że klad zawierający ten gatunek jest równorzędny tym dwóm kladom, a rośliny zielone należy dzielić na trzy grupy. Trzecią grupę nazwano Prasinodermophyta, a pewne cechy wspólne z roślinami spoza grupy roślin zielonych, tj. krasnorostami i glaukofitami, wskazują, że oddzieliła się ona od pozostałych roślin, zanim te rozdzieliły się na Chlorophyta i Streptophyta. W systemie AlgaeBase przyjęto nazwę w formie Prasinodermatophyta.
W momencie opisania nowej gromady, tj. w roku 2020, dzielono ją na dwie klasy:
- klasa Prasinodermophyceae (monotypowa, zawierająca jedynie rząd Prasinodermales i rodzinę Prasinodermaceae)
- klasa Palmophyllophyceae (z kilkoma rzędami).